# پاویلیون بوکیت جلیل
پاویلیون بوکیت جلیل، که با نام پاویلیون بی‌جِی یا در محاوره با نام پاویلیون ۲ نیز شناخته می‌شود، یک مرکز خرید در حومه مرفه‌نشین بوکیت جلیل واقع در جنوب کوالالامپور، مالزی است.

## نمای کلی
این دومین مرکز خرید تحت برند «پاویلیون» است که از ایده مرکز خرید پاویلیون کوالالامپور در منطقه بوکیت بینتانگ دنباله‌روی می‌کند. پاویلیون بوکیت جلیل بخشی از طرح توسعه یکپارچه ۵۰ جریب فرنگی شهر بوکیت جلیل است که توسعه آن توسط مالتون برهاد در سال ۲۰۱۵ آغاز شد. محوطه اطراف این مرکز خرید را آپارتمان‌ها، مراکز اقامتی و مغازه‌های تجاری دربر گرفته است.
در سال ۲۰۱۹، مالتون ۴۹ درصد از سهام این مرکز خرید که هنوز در دست ساخت بود را به مبلغ ۱٫۳ میلیارد رینگیت به سازمان سرمایه‌گذاری قطر فروخت تا بودجه لازم برای ادامه توسعه پروژه را تأمین کند. این مرکز خرید در روز ۳ دسامبر ۲۰۲۱ تکمیل و برای استفاده عموم افتتاح شد. در ماه دسامبر ۲۰۲۱، مذاکراتی برای فروش این مرکز خرید به پاویلیون آریی‌آی‌تی (Pavilion REIT) انجام شد. در ماه نوامبر ۲۰۲۲، توافقی حاصل شد تا پاویلیون آریی‌آی‌تی این مرکز خرید را از Regal Path Sdn Bhd، یکی از شرکت‌های تابعه با مالکیت کامل مالتون، به مبلغ ۲٫۲ میلیارد رینگیت مالزی خریداری کند که در روز ۲۳ مارس ۲۰۲۳ به تأیید سهامداران رسیده بود.
پاویلیون بوکیت جلیل، اولین کتابفروشی زنجیره‌ای ژاپنی به نام تسوتایا بوکس در جنوب شرقی آسیا را در خود جای داده است. این کتابفروشی در روز ۷ ژوئیه ۲۰۲۲ افتتاح شد و ۳۱٬۰۰۰ فوت مربع فضا را در طبقه ۲ ناحیه نارنجی مرکز خرید اشغال کرده است. این مرکز خرید همچنین اولین شعبه سوپرمارکت ممتاز بین‌المللی مالزی به نام فود مرچنت (The Food Merchant) را در خود جای داده بود که در طبقه ۱ ناحیه نارنجی واقع شده بود.

## نواحی مرکز خرید
ناحیه صورتی و نارنجی
پاویلیون بوکیت جلیل در پنج طبقه به دو بخش، ناحیه صورتی و ناحیه نارنجی تقسیم شده است. این مرکز خرید دارای نه ورودی به یکی از نواحی واقع در طبقات ۲ و ۳ است و همچنین یک پل ارتباطی، پارک تفریحی و مرکز خرید را در طبقه ۵ به هم متصل می‌کند.
توکیو تاون

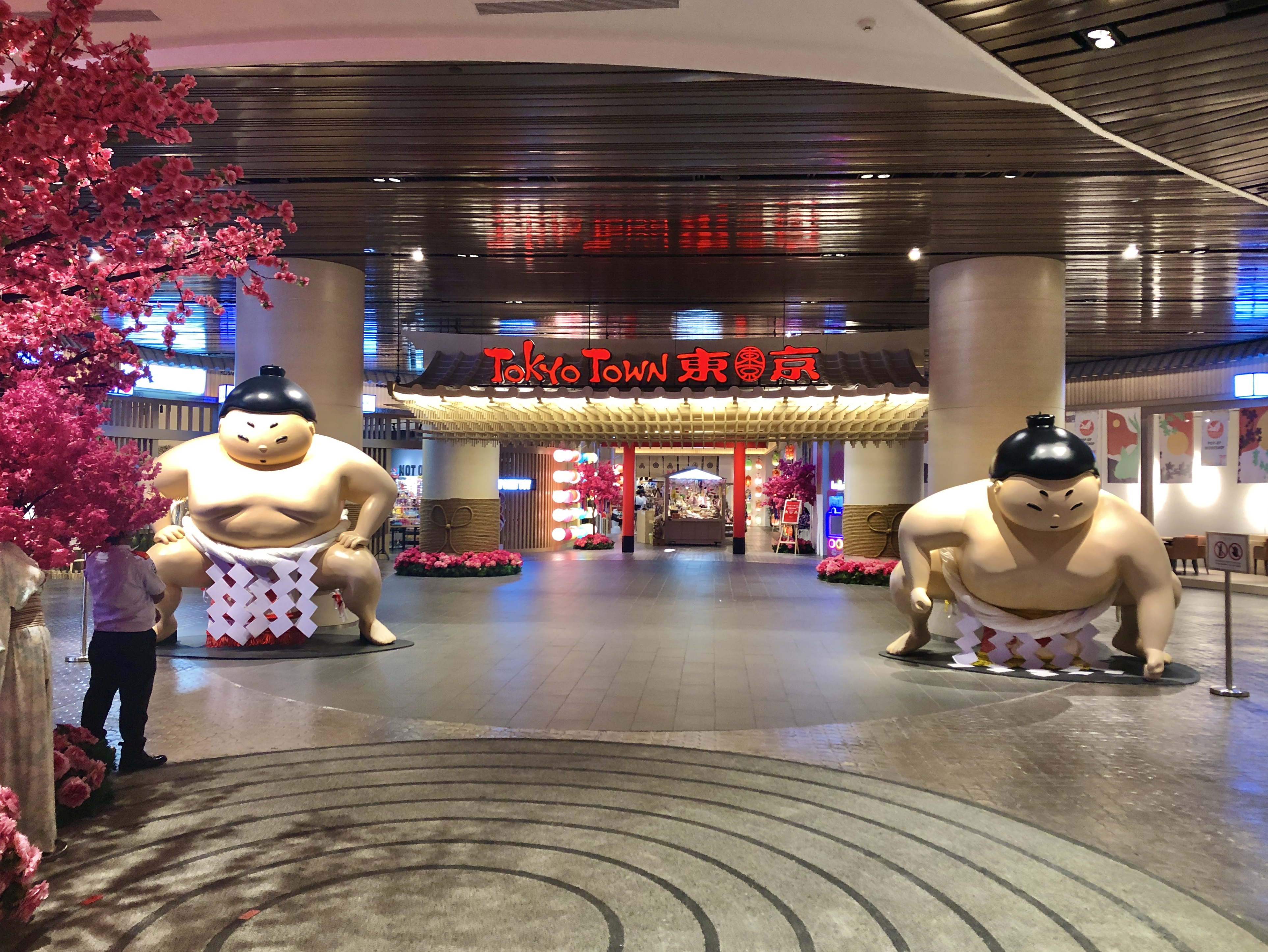
در بخش ورودی توکیو تاون، دو نماد از کشتی‌گیر سومو از بازدید کنندگان استقبال می‌کنند.

توکیو تاون در انتهای ناحیه نارنجی طبقه ۲ قرار دارد، منطقه‌ای به مساحت ۶۰ هزار فوت مربع که به رستوران‌ها، کیوسک‌ها و فروشگاه‌های با تم ژاپنی اختصاص داده شده است. این طرح مفهومی، از طرح مشابه توکیو استریت در پاویلیون کوالالامپور، دنباله‌روی می‌کند.